# PlayStation Move

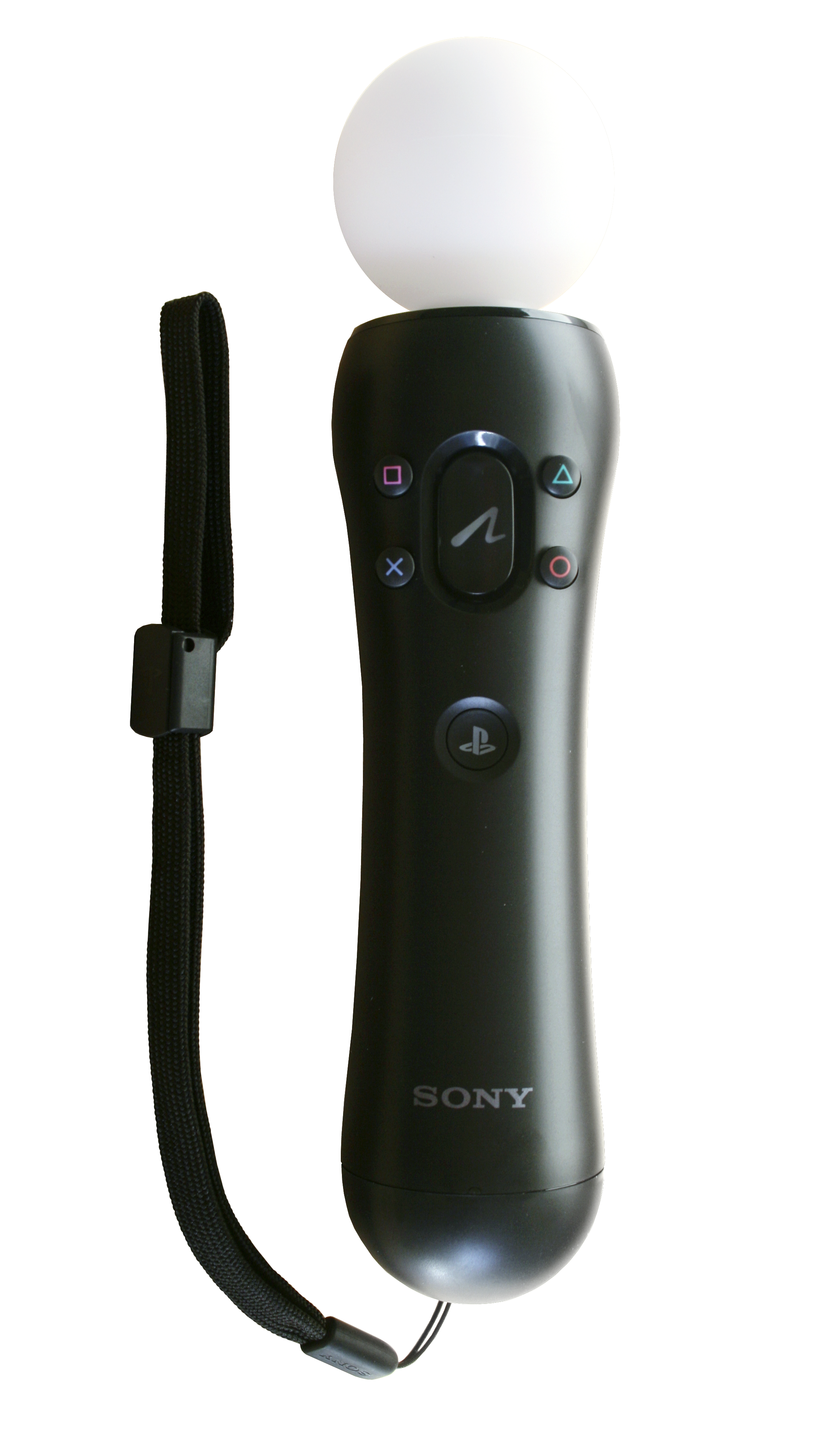
PlayStation Move モーションコントローラ

PlayStation Move（プレイステーション ムーヴ）は、ソニー・インタラクティブエンタテインメント（略: SIE、旧称: ソニー・コンピュータエンタテインメント (SCE)）が提供する、モーションコントローラとカメラを使用するプレイフォーマット。2010年10月21日発売。PlayStation VRのコントローラーのひとつとしても機能する。

## 概説
PlayStation 3においては、モーションセンサーを搭載した片手用コントローラ「PlayStation Move モーションコントローラ」とカメラを組み合わせて使用し、新たに体感型ゲームの操作を可能としたものである。DUALSHOCKに続く「第2の標準コントローラ」とされた。
PlayStation 4やPlayStation 5においては、「PS Move モーションコントローラー対応」と表示されたPlayStation VRゲームで、PS Moveモーションコントローラーを手に持つことでVR世界内の武器や操縦桿などの役割を果たし、Moveをまるで剣のように振って敵と戦ったり、手にしたMoveでロボットを操縦したりと、より直感的にVRの世界とつながることができる。
基礎技術はEyeToyであり、SCEAで行われていた画像認識の研究から来ている。発売当初は"PlayStation 3 向け周辺機器"と説明されていたが、実は、Move開発の段階から、SCEの研究開発技術者のアントン・ミハイロフらのチームは「未来のヘッドマウント・テクノロジー」（将来SONYが開発するであろうVR装置。当時はまだこの世に存在していなかったSONYの未来のコンシューマ向けVR装置）のコントローラとして使えるように、Moveの仕様を決定したのだという。そして実際、SONYはそのコンシューマ向けVR装置の開発にも成功し、PlayStation MoveはPlayStation VRのコントローラのひとつとしても機能することになった。

## 機器構成
PlayStation Move モーションコントローラ (CECH-ZCM1/CEJH-15018)
片手用のスティック型のモーションコントローラ。3軸ジャイロセンサー、3軸加速度センサー、3軸地磁気センサーといくつかのボタンを備える。Bluetoothによる無線で接続。先端に発光する球体「スフィア（光球）」があり、発光色が変えられる。カメラで発光部分を認識することにより、上記のセンサーと共にコントローラの動きを検知する。駆動は乾電池式ではなく繰り返し使用可能なリチウムイオン二次電池を採用。充電はUSBで行う。振動機能付き。ストラップ付属。最大4台まで同時接続できる。
PlayStation Eye (CEJH-15001/CEJH-15007)
モーションコントローラやユーザーの動きを検知する。撮影画像から顔面認識も可能なので、モーションコントローラの位置情報と相まって逆運動学によって上半身の位置を推測しゲームに応用できる。ユーザー自身や周囲の環境を撮影することにより、拡張現実の表現を可能にする。torneの同時録画機能を使用すると安定を欠くことがある。
PlayStation Move モーションコントローラ (CECH-ZCM2)
PlayStation 4 (PS4) 専用。USB端子がminiBからmicroBに変更された。
PlayStation Camera (CUH-ZEY1J/CUH-ZEY2J)
PS4ではPlayStation Eyeの代わりにこちらを使用する。特にPlayStation VR (PS VR) と組み合わせてバーチャルリアリティに使われる。
周辺機器オプションも販売される。
PlayStation Move ナビゲーションコントローラ (CECH-ZCS1)
片手用の無線コントローラ。アナログスティックと方向ボタン等いくつかのボタンを備える。Bluetoothと充電池を備え、独立して動作する。モーションコントローラ1本でプレイ可能なゲームもあれば、ナビゲーションコントローラを活用するゲームもあるとされている。DUALSHOCK 3・SIXAXISでも代用可能。モーションセンサー・振動機能は搭載しない。最大7台まで同時接続できる。
PlayStation Move 充電スタンド (CECH-ZCC1)
モーションコントローラ、ナビゲーションコントローラを合わせて2本まで充電できるスタンド。
PlayStation Move シューティング アタッチメント (CECH-ZGA1)
モーションコントローラに取り付ける事で拳銃のように扱える装着部品。
PlayStation Move シャープシューター (CECHYA-ZRA1)
モーションコントローラとナビゲーションコントローラを取り付けることにより自動小銃のように扱うことが可能なFPS用の装着部品。日本未販売。
PlayStation Move レーシングホイール (CEJH-15019)
モーションコントローラに取り付ける事でハンドルのように扱える装着部品。
PlayStation Move スターターパック
PlayStation Eye、モーションコントローラ、Move専用ゲーム「Beat Sketch!」の3点セット。PlayStation Eyeを持っていないユーザーに向けての新規導入パッケージ。

## 沿革
- 2000年 - EyeToyの技術的な発表が行われた。この時にはPlayStation Moveの原型となる物も公開されていた[7]。
- 2005年12月5日 - 「柱状入力装置およびゲームプログラムにおけるアクションを制御するために2次元カメラ画像から3次元空間にオブジェクトをマッピングする方法」の特許出願[8]。
- 2006年7月6日 - 出願した特許が公開[8]。
- 2009年6月 - Electronic Entertainment Expoにて「モーションコントローラ(仮称)」が発表される。
- 2010年
  - 1月20日 - 当初の「2010年春」の発売予定から2010年秋に延期[9]。
  - 3月11日 - Game Developers Conferenceにて正式名称とサブコントローラ、対応ソフトメーカーは国内ではカプコンやスクウェア・エニックス、海外ではアクティビジョンやユービーアイソフト等36社が参入を発表[1][10]。
  - 6月16日 - 発売日と価格を発表[11]。プレスリリースと公式サイトオープン。
  - 6月19日 - 次世代ワールドホビーフェア出展。
  - 7月6日 - 「バイオハザード5　Alternative Edition　スペシャルパック」の発売を発表[12]。
  - 9月15日 - 欧州で発売。
  - 9月16日 - 購入者プレゼントキャンペーンを実施[13]。
  - 9月17日 - 北米で発売。
  - 10月21日 - 日本で発売。
  - 11月16日 - 「PlayStation®Move スポーツチャンピオン バリューパック」の発売を発表[14]。
  - 11月30日 - 全世界累計売上台数410万台を達成[15]。
- 2011年7月27日 - ゲーム以外の分野のためにも使えるソフトウェアソリューション「Move.Me」を提供[16]。
- 2012年
  - 11月11日 - 累計売上台数が1500万台を突破。
  - 11月22日 - 型番がCECH-ZCM1JからCEJH-15018に変更された新パッケージ版が発売（型番以外の製品仕様は同一）。
- 2016年10月13日 - PlayStation VR (PS VR) の発売に伴い、充電用のUSBケーブル（Mini-B – Aタイプ）を同梱した新パッケージ版CECH-ZCM1JYが発売（ケーブルの追加以外は以前の製品と同一）[17]。

## 対応ソフトウェア
（発売順、†印のタイトルは、アップデートにより対応）

### PlayStation 3
| 発売日         | タイトル                                                | 発売元                       | 備考 |
| -------------- | ------------------------------------------------------- | ---------------------------- | ---- |
| 2007年07月26日 | みんなのGOLF 5                                          | SCE                          | †    |
| 2010年01月28日 | MASSIVE ACTION GAME                                     | SCE                          | †    |
| 2010年02月18日 | バイオハザード5 オルタナティブ エディション             | カプコン                     | †    |
| 2010年02月18日 | HEAVY RAIN 心の軋むとき                                 | SCE                          | †    |
| 2010年08月05日 | タイガー・ウッズ PGA TOUR 11                            | エレクトロニック・アーツ     | †    |
| 2010年10月14日 | NBA 2K11                                                | テイクツー・インタラクティブ | †    |
| 2010年10月21日 | スポーツチャンピオン                                    | SCE                          |      |
| 2010年10月21日 | Beat Sketch!                                            | SCE                          |      |
| 2010年10月21日 | 街スベリ                                                | SCE                          |      |
| 2010年10月21日 | Me&My Pet                                               | SCE                          |      |
| 2010年10月21日 | Moveでパーティ                                          | SCE                          |      |
| 2010年10月21日 | 肉弾                                                    | SCE                          |      |
| 2010年10月21日 | R.U.S.E.                                                | ユービーアイソフト           |      |
| 2010年12月09日 | フリフリ!サルゲッチュ                                   | SCE                          |      |
| 2010年12月09日 | TVスーパースター                                        | SCE                          |      |
| 2010年12月09日 | フレ!フレ!ボウリング                                    | SCE                          |      |
| 2010年12月09日 | 無限回廊 光と影の箱                                     | SCE                          |      |
| 2011年01月27日 | シューティングスタジオ                                  | SCE                          |      |
| 2011年02月10日 | リトルビッグプラネット2                                 | SCE                          |      |
| 2011年02月17日 | つみきBLOQ                                              | SCE                          |      |
| 2011年02月24日 | KILLZONE 3                                              | SCE                          |      |
| 2011年02月24日 | ラケットスポーツ                                        | ユービーアイソフト           |      |
| 2011年02月24日 | ルーンファクトリー オーシャンズ                         | マーベラスエンターテイメント |      |
| 2011年03月24日 | ガチンコヒーローズ                                      | SCE                          |      |
| 2011年04月21日 | SOCOM 4：US Navy SEALs                                  | SCE                          |      |
| 2011年04月21日 | Top Spin 4                                              | テイクツー・インタラクティブ |      |
| 2011年06月30日 | パワースマッシュ4                                       | セガ                         |      |
| 2011年07月07日 | InFAMOUS 2                                              | SCE                          |      |
| 2011年07月21日 | NO MORE HEROES RED ZONE Edition                         | マーベラスエンターテイメント |      |
| 2011年07月28日 | Fit in Six カラダを鍛える6つの要素                      | ユービーアイソフト           |      |
| 2011年09月08日 | RESISTANCE 3                                            | SCE                          |      |
| 2011年09月22日 | チャンピオンジョッキー                                  | コーエーテクモゲームス       |      |
| 2011年09月22日 | BIG 3 GUN SHOOTING                                      | バンダイナムコゲームス       |      |
| 2011年10月06日 | Child of Eden                                           | ユービーアイソフト           |      |
| 2011年10月20日 | NBA 2K 12                                               | テイクツー・インタラクティブ |      |
| 2011年12月01日 | ハッピーチャーリーと空飛ぶカーニバル                    | SCE                          |      |
| 2011年12月08日 | Michael Jackson: The Experience                         | ユービーアイソフト           |      |
| 2012年02月13日 | ぎゃる☆がん                                             | 加賀クリエイト               |      |
| 2012年02月23日 | The House of the Dead: OVERKILL Director'cut            | セガ                         |      |
| 2012年03月22日 | NINJA GAIDEN 3                                          | コーエーテクモゲームス       |      |
| 2012年04月12日 | グランドスラム テニス 2                                 | エレクトロニック・アーツ     |      |
| 2012年06月14日 | LORD OF SORCERY                                         | SCE                          |      |
| 2012年06月28日 | バイオハザード クロニクルズ HDセレクション              | カプコン                     |      |
| 2012年07月05日 | ゴーストリコン フューチャーソルジャー                   | ユービーアイソフト           |      |
| 2012年08月16日 | HEAVY FIRE AFGHANISTAN                                  | ハムスター                   |      |
| 2012年10月18日 | FIFA13 ワールドクラスサッカー                           | エレクトロニック・アーツ     |      |
| 2012年11月01日 | 大神 絶景版                                             | カプコン                     |      |
| 2012年11月22日 | みんなのGOLF 6                                          | SCE                          |      |
| 2012年11月29日 | スポーツチャンピオン 2                                  | SCE                          |      |
| 2013年02月07日 | HEAVY FIRE SHATTERED SPEAR                              | ハムスター                   |      |
| 2013年02月14日 | コンバットウィングス: The Great Battles of World War II | サイバーフロント             |      |
| 2013年04月25日 | BioShock Infinite                                       | テイクツー・インタラクティブ |      |
| 2013年06月17日 | The Elder Scrolls V: Skyrim Legendary Edition           | ベセスダ・ソフトワークス     |      |
| 2013年09月12日 | エア コンフリクト ベトナム                              | ユービーアイソフト           |      |
| 2013年10月17日 | FIFA14 ワールドクラスサッカー                           | エレクトロニック・アーツ     |      |
| 2013年11月07日 | Book of Spells                                          | SCE                          |      |
| 2014年10月09日 | FIFA15 ワールドクラスサッカー                           | エレクトロニック・アーツ     |      |
| 2014年12月04日 | リトルビッグプラネット3                                 | SCE                          |      |

#### 配信専用タイトル
| 配信開始日     | タイトル                                                             | 発売元           | 備考 |
| -------------- | -------------------------------------------------------------------- | ---------------- | ---- |
| 2010年02月04日 | ハスラーキング                                                       | SCE              | †    |
| 2011年01月27日 | Flight Control HD                                                    | Firemint Pty     |      |
| 2011年02月15日 | モダンコンバット：ドミネーション                                     | ゲームロフト     |      |
| 2011年07月06日 | Planet Minigolf                                                      | ZEN Studios      |      |
| 2011年09月13日 | ダーククエスト〜Alliance〜                                           | ゲームロフト     |      |
| 2011年10月05日 | ゲットバス                                                           | セガ             |      |
| 2012年04月19日 | The House of the Dead III                                            | セガ             |      |
| 2012年04月19日 | The House of the Dead 4                                              | セガ             |      |
| 2012年05月17日 | DATURA                                                               | SCE              |      |
| 2012年06月05日 | PixelJunk 4am                                                        | キュー・ゲームス |      |
| 2012年12月13日 | The Unfinished Swan                                                  | SCE              |      |
| 2013年01月22日 | バイオハザード アンブレラ・クロニクルズ                              | カプコン         |      |
| 2013年01月22日 | バイオハザード ダークサイド・クロニクルズ                            | カプコン         |      |
| 2014年10月23日 | Sportsfriends                                                        | Die Gute Fabrik  |      |
| 2014年10月30日 | ロボットレスキュー Revolution                                        | テヨン           |      |
| 2015年03月12日 | Deadly Premonition レッドシーズプロファイル コンプリートエディション | トイボックス     |      |
| 2015年04月09日 | MLB 15 THE SHOW                                                      | SCE              |      |
| 2016年04月08日 | RAMBO THE VIDEO GAME                                                 | テヨン           |      |

### PlayStation 4
| 発売日         | タイトル                              | 発売元                   | 備考 |
| -------------- | ------------------------------------- | ------------------------ | --- |
| 2014年10月02日 | オメガクインテット                    | コンパイルハート         | |
| 2014年12月04日 | リトルビッグプラネット3               | SCE                      | |
| 2016年10月13日 | PlayStation VR WORLDS                 | SIE                      | PS VR専用 |
| 2016年11月29日 | ファイナルファンタジーXV              | スクウェア・エニックス   | |
| 2017年12月14日 | The Elder Scrolls V: Skyrim VR        | ベセスダ・ソフトワークス | |
| 2019年05月30日 | ライアン・マークス リベンジミッション | SIE                      | PS VR専用ソフト。Move2個がプレイヤーの両手となり、Moveを2つを まるで拳銃を両手で構えるように持ち、狙いをさだめて撃つことができる。                                              |
| 2019年06月07日 | みんなのGOLF VR                       | SIE                      | ※ Moveをひとつだけ使い、VR世界内でゴルフのクラブになる。 |
| 2020年07月03日 | マーベルアイアンマン VR               | SIE                      | ※ Move2つでプレイヤーの両手（アイアンマンの両手）として機能し、敵を狙って「リパルサー・ビーム」を発射でき、またアイアンマン同様に手を下方に構えて飛行の推力とすることもできる。 |

#### 配信専用タイトル
| 配信開始日     | タイトル                                                         | 発売元                             | 備考      |
| -------------- | ---------------------------------------------------------------- | ---------------------------------- | --------- |
| 2014年10月23日 | Sportsfriends                                                    | Die Gute Fabrik                    |           |
| 2016年10月13日 | アンティル・ドーン Rush of Blood                                 | SIE                                | PS VR専用 |
| 2016年10月13日 | 初音ミク VR フューチャーライブ 1st Stage                         | セガゲームス                       | PS VR専用 |
| 2016年10月13日 | アイドルマスター シンデレラガールズ ビューイングレボリューション | バンダイナムコエンターテインメント | PS VR専用 |
| 2016年10月13日 | バットマン:アーカム VR                                           | ワーナー・ブラザース               | PS VR専用 |
| 2016年10月13日 | Catlateral Damage にゃんこラテラルダメージ                       | Fire Hose Games                    |           |
| 2016年10月13日 | Rez Infinite                                                     | エンハンス・ゲームズ               |           |
| 2016年11月04日 | O! My Genesis VR                                                 | XPEC                               | PS VR専用 |
| 2016年11月10日 | 初音ミク VR フューチャーライブ 2nd Stage                         | セガゲームス                       | PS VR専用 |
| 2016年11月17日 | つみきBLOQ VR                                                    | SIE                                | PS VR専用 |
| 2016年12月15日 | 初音ミク VR フューチャーライブ 3rd Stage                         | セガゲームス                       | PS VR専用 |
| 2016年12月15日 | Job Simulator                                                    | Owlchemy                           | PS VR専用 |
| 2017年01月12日 | カーニバルゲームズVR                                             | テイクツー・インタラクティブ       | PS VR専用 |
| 2017年02月22日 | DEXED                                                            | Ninja Theory                       | PS VR専用 |
| 2017年02月23日 | The Brookhaven Experiment                                        | Phosphor Games                     | PS VR専用 |
| 2017年03月02日 | ホロボール                                                       | Tree Fortress                      | PS VR専用 |
| 2017年03月07日 | アンアーシング・マーズ                                           | Winking                            | PS VR専用 |
| 2017年03月31日 | Fruit Ninja VR                                                   | Halfbrick Studios                  | PS VR専用 |
| 2017年04月26日 | Mortal Blitz                                                     | Skonec                             | PS VR専用 |
| 2017年04月28日 | Symphony of the Machine                                          | Stirfire Studios                   | PS VR専用 |
| 2017年05月31日 | Star Trek: Bridge Crew                                           | ユービーアイソフト                 | PS VR専用 |
| 2017年07月13日 | Ancient Amuletor                                                 | Time of Virtual Reality            | PS VR専用 |
| 2017年07月13日 | Fantastic Contraption                                            | Radial Games                       | PS VR専用 |
| 2017年07月20日 | SUPERHOT VR                                                      | SUPERHOT                           | PS VR専用 |
| 2017年07月25日 | Smashbox Arena                                                   | Archiact Interactive               |           |
| 2017年09月28日 | 乖離性ミリオンアーサーVR                                         | スクウェア・エニックス             | PS VR専用 |
| 2017年10月19日 | Light Tracer                                                     | Oasis Games                        | PS VR専用 |
| 2017年10月25日 | PixelJunk VR Dead Hungry                                         | キュー・ゲームス                   | PS VR専用 |
| 2017年11月02日 | The Bellows                                                      | Castle Steps                       | PS VR専用 |